# Eleições para a Assembleia Nacional Chinesa de 1912
As eleições para a Assembleia Nacional Chinesa de 1912, realizadas entre dezembro de 1912 e fevereiro de 1913, foram as primeiras eleições para a recém-fundada Assembleia Nacional da República da China (fundada em Janeiro de 1912). Era um parlamento bicameral com um Senado e uma Câmara dos Representantes, com esta assembleia sendo chamada pelos chineses de Antigo Congresso (laoguohui) para diferenciá-la das futuras assembleias.

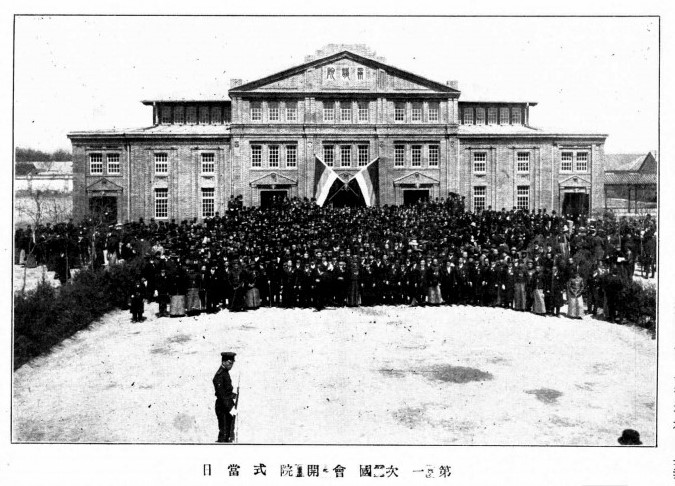
Assembleia Nacional em abril de 1913.

| Distrito Eleitoral      | População   | Eleitores  | %     | Assentos da Camara | Assentos do Senado |
| ----------------------- | ----------- | ---------- | ----- | ------------------ | ------------------ |
| Zhili                   | 25,932,133  | 9,195,757  | 35.46 | 46                 | 10                 |
| Fengtian                | 12,133,303  | 896,408    | 7.39  | 16                 | 10                 |
| Jilin                   | 5,580,030   | 108,835    | 1.95  | 10                 | 10                 |
| Heilongjiang            | 2,028,776   | 288,234    | 14.21 | 10                 | 10                 |
| Shandong                | 30,987,853  | 1,368,184  | 4.42  | 33                 | 10                 |
| Henan                   | 35,900,038  | 1,688,632  | 4.70  | 32                 | 10                 |
| Shanxi                  | 12,269,386  | 2,588,068  | 21.10 | 28                 | 10                 |
| Jiangsu                 | 32,282,781  | 1,939,386  | 6.01  | 40                 | 10                 |
| Anhui                   | 16,229,052  | 1,450,901  | 8.94  | 27                 | 10                 |
| Jiangxi                 | 23,987,317  | 4,986,883  | 20.79 | 35                 | 10                 |
| Fujian                  | 15,849,296  | 1,283,348  | 8.10  | 24                 | 10                 |
| Zhejiang                | 21,440,151  | 1,184,629  | 5.53  | 38                 | 10                 |
| Hubei                   | 25,590,308  | 5,670,370  | 22.16 | 26                 | 10                 |
| Hunan                   | 27,390,230  | 1,277,414  | 4.66  | 27                 | 10                 |
| Shaanxi                 | 10,271,096  | 1,395,622  | 2.98  | 21                 | 10                 |
| Gansu                   | 4,989,907   | 148,526    | 2.98  | 14                 | 10                 |
| Xinjiang                | 2,000,000   | 9,506      | 0.48  | 10                 | 10                 |
| Sichuan                 | 48,129,596  | 1,729,368  | 3.59  | 35                 | 10                 |
| Guangdong               | 28,010,560  | 1,966,516  | 7.02  | 30                 | 10                 |
| Guangxi                 | 8,746,747   | 2,731,717  | 31.23 | 19                 | 10                 |
| Yunnan                  | 9,466,965   | 233,398    | 2.47  | 22                 | 10                 |
| Guizhou                 | 9,665,227   | 792,290    | 8.20  | 13                 | 10                 |
| Inner Mongolia          | —           | —          | —     | 27                 | 27                 |
| Tibet Autonomous Region | —           | —          | —     | 10                 | 10                 |
| Qinghai                 | —           | —          | —     | 3                  | 3                  |
| Chineses do Ultramar    | —           | —          | —     | 0                  | 6                  |
| Sociedade Central       | —           | —          | —     | 0                  | 8                  |
| Total                   | 406,880,486 | 42,933,992 | 10.50 | 596                | 274                |